# Chemin de fer à vapeur des 3 vallées

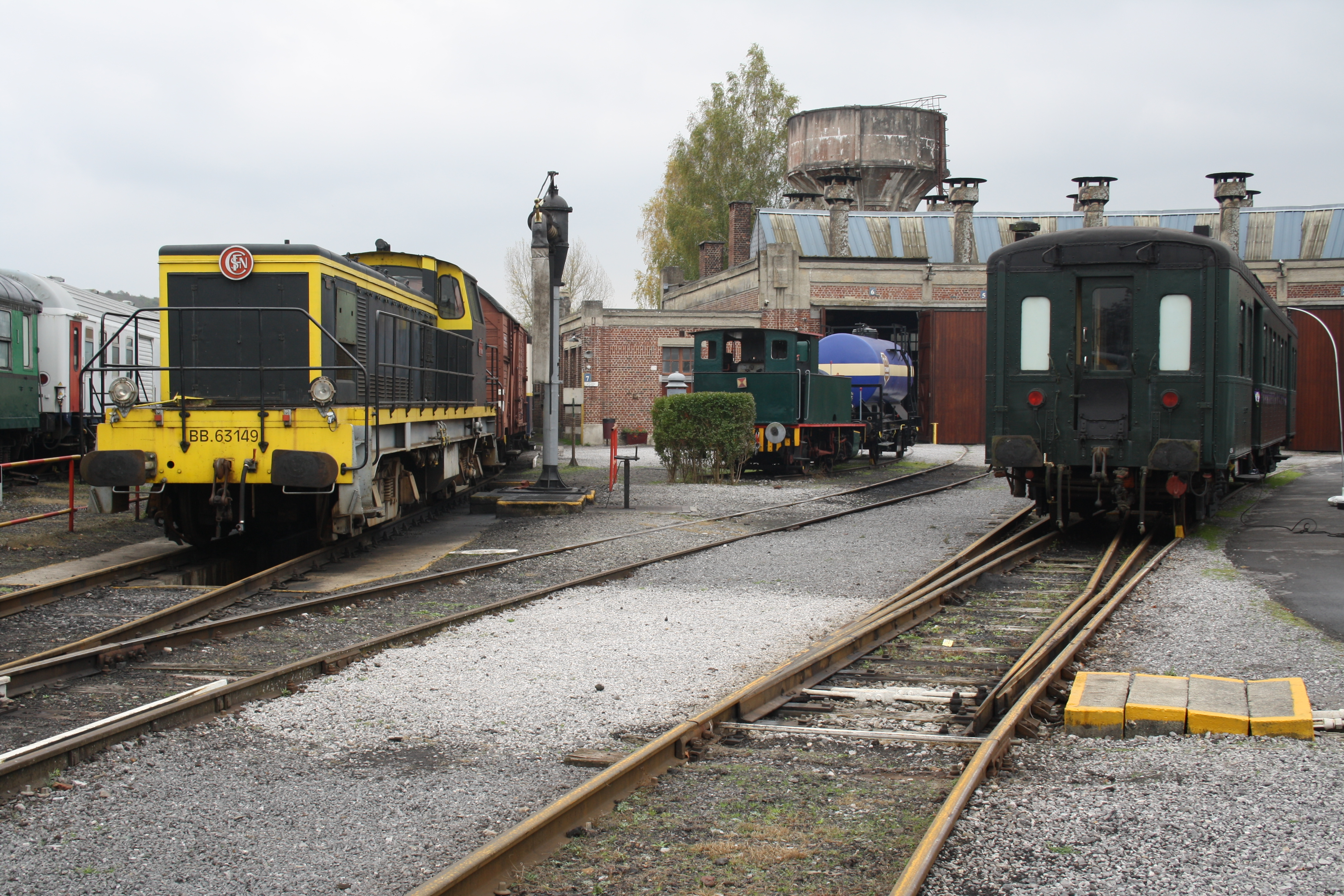
Betriebswerk Mariembourg des CFV3V mit Ringlokschuppen und Wasserturm

Der Chemin de fer à vapeur des 3 vallées (CFV3V) ist eine 1973 ins Leben gerufene Museumseisenbahn im Südosten Belgiens. Sie verfügt über eine Sammlung von historischen Eisenbahnfahrzeugen mehrerer europäischer Länder, die entweder fahrfähig oder museal erhalten sind. Der Name „Dampfeisenbahn der 3 Täler“ bezieht sich auf den Fluss Viroin sowie dessen Quellflüsse Eau Blanche und Eau Noire.

## Strecke

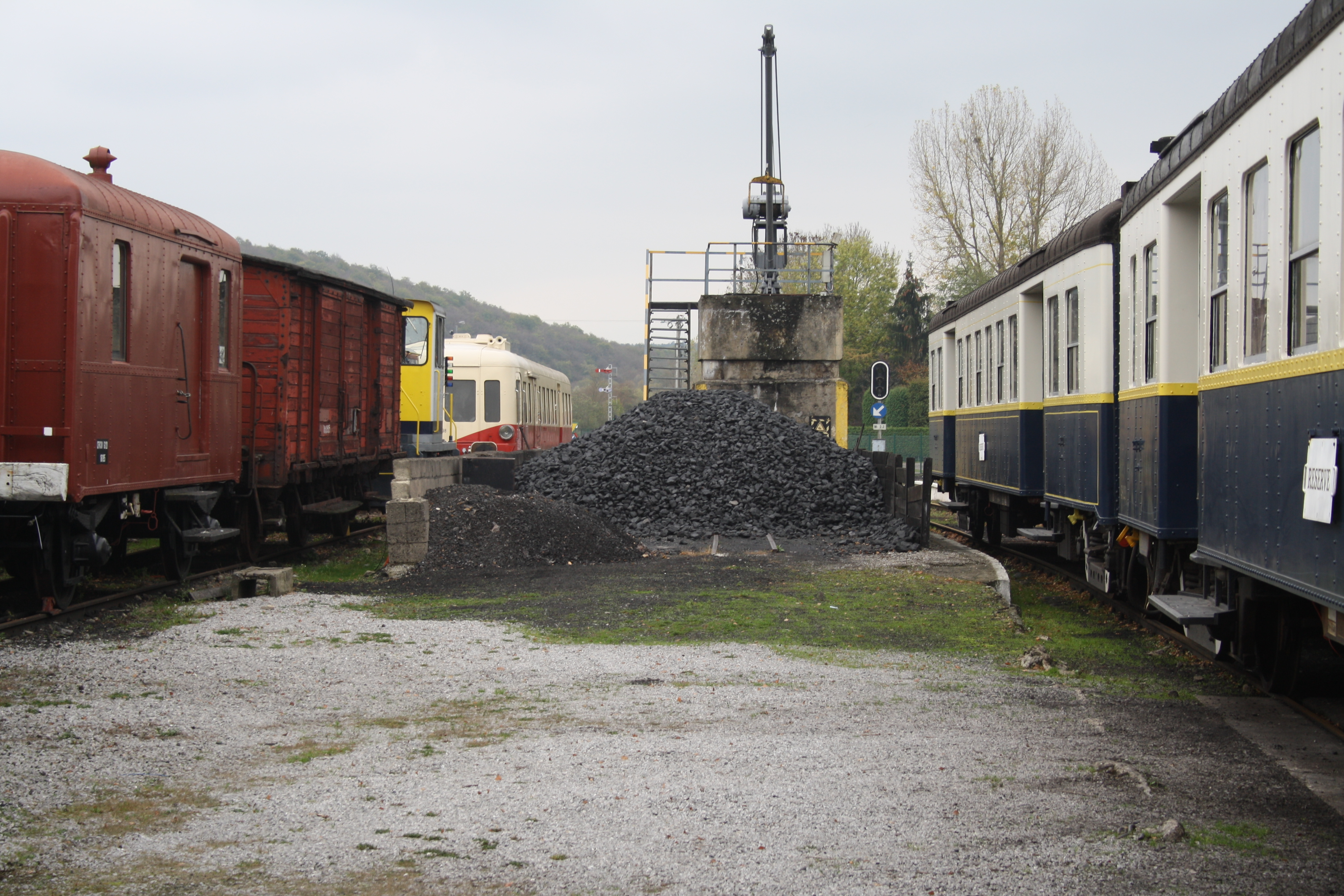
Bekohlungsanlage im Betriebswerk Mariembourg des CFV3V

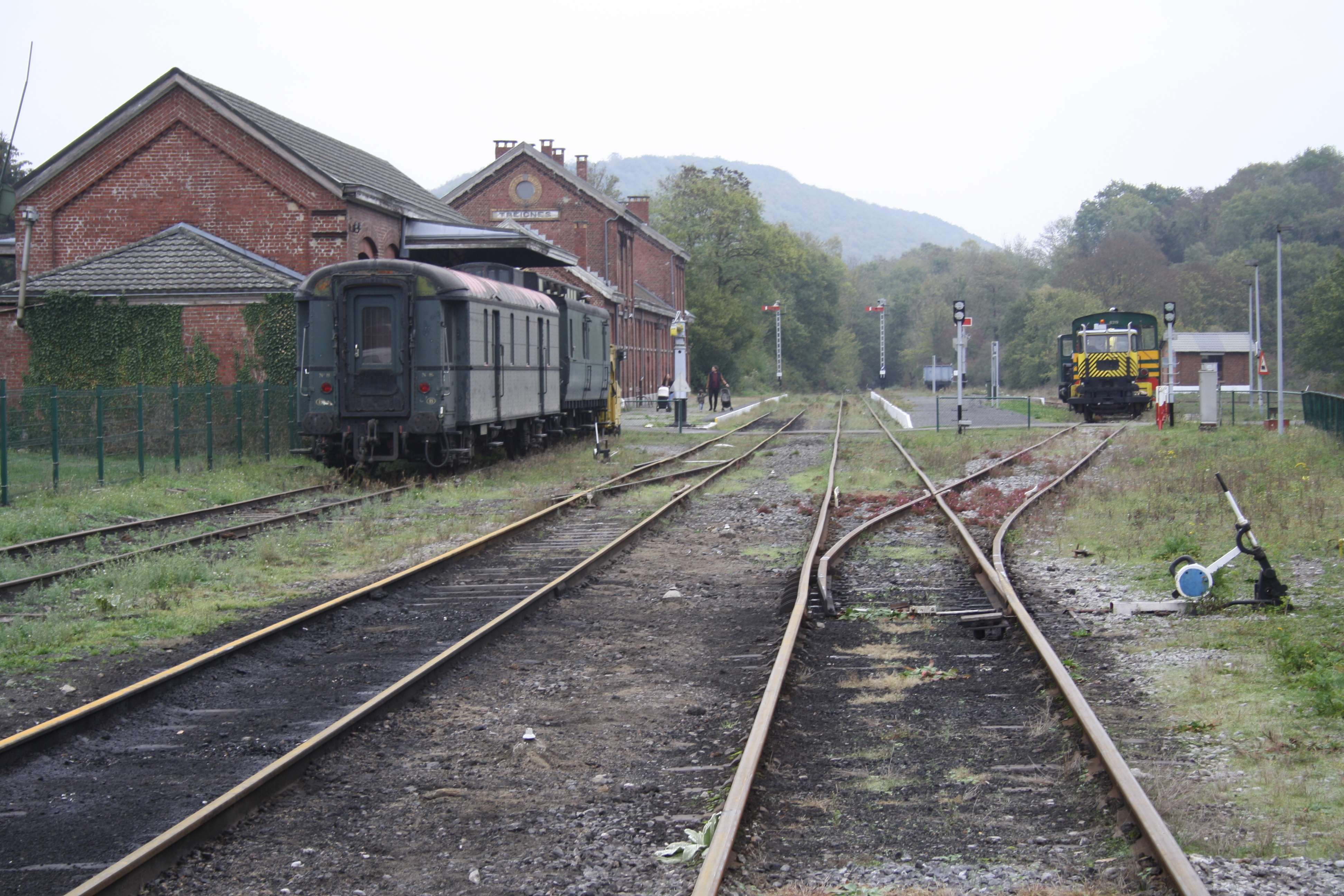
Endbahnhof Treignes

Der CFV3V nutzt einen 14 km langen Abschnitt der zwischen 1966 und 1977 stillgelegten Bahnstrecke von Mariembourg in den französischen Ort Vireux-Molhain. Er beginnt im ehemaligen Betriebswerk des einstigen Trennungsbahnhofs Mariembourg, zu dem ein Anschlussgleis führt, an der Bahnstrecke von Charleroi nach Couvin. Im Betriebswerk, wo für die Fahrgäste ein Inselbahnsteig angelegt wurde, sind zahlreiche der für den Museumsverkehr genutzten Fahrzeuge stationiert. Der aus Ziegelsteinen gemauerte sechsständige Halbrundschuppen mit Betondach ist der letzte in Belgien genutzte seiner Art.
Die normalspurige, eingleisige Strecke führt meist im Tal durch die hügelige Landschaft des Entre-Sambre-et-Meuse und folgt dabei überwiegend dem Lauf des Viroin. Zwischen den Endpunkten liegen die Bahnhöfe von Nismes, Olloy-sur-Viroin und Vierves-sur-Viroin. Zu den 28 Kunstbauten zählt der 485 m lange Tunnel Les Abannets, der nordwestlich von Olloy einen Bergrücken an einer Flussschleife unterquert.
Streckenende ist der ehemalige Grenzbahnhof Treignes mit einem entsprechend groß dimensionierten Empfangsgebäude und umfangreichen Gleisanlagen. Dort wurde 1994 eine große Halle errichtet, die das Eisenbahnmuseum mit zahlreichen Exponaten beherbergt.

## Geschichte
Der aus Freiwilligen bestehende Trägerverein a.s.b.l. Chemin de Fer à Vapeur des 3 Vallées wurde am 20. Dezember 1973 gegründet. Am 14. Mai 1975 überließ ihm die Staatsbahn NMBS/SNCB zunächst für den Zeitraum von 15 Jahren den Streckenabschnitt von Nismes nach Treignes. Nachdem die Staatsbahn seit dem 12. Oktober 1977 auch den Abschnitt Mariembourg–Nismes nicht mehr nutzte, wurde Anfang 1978 der Vertrag auf jenen erweitert.

## Fahrzeuge

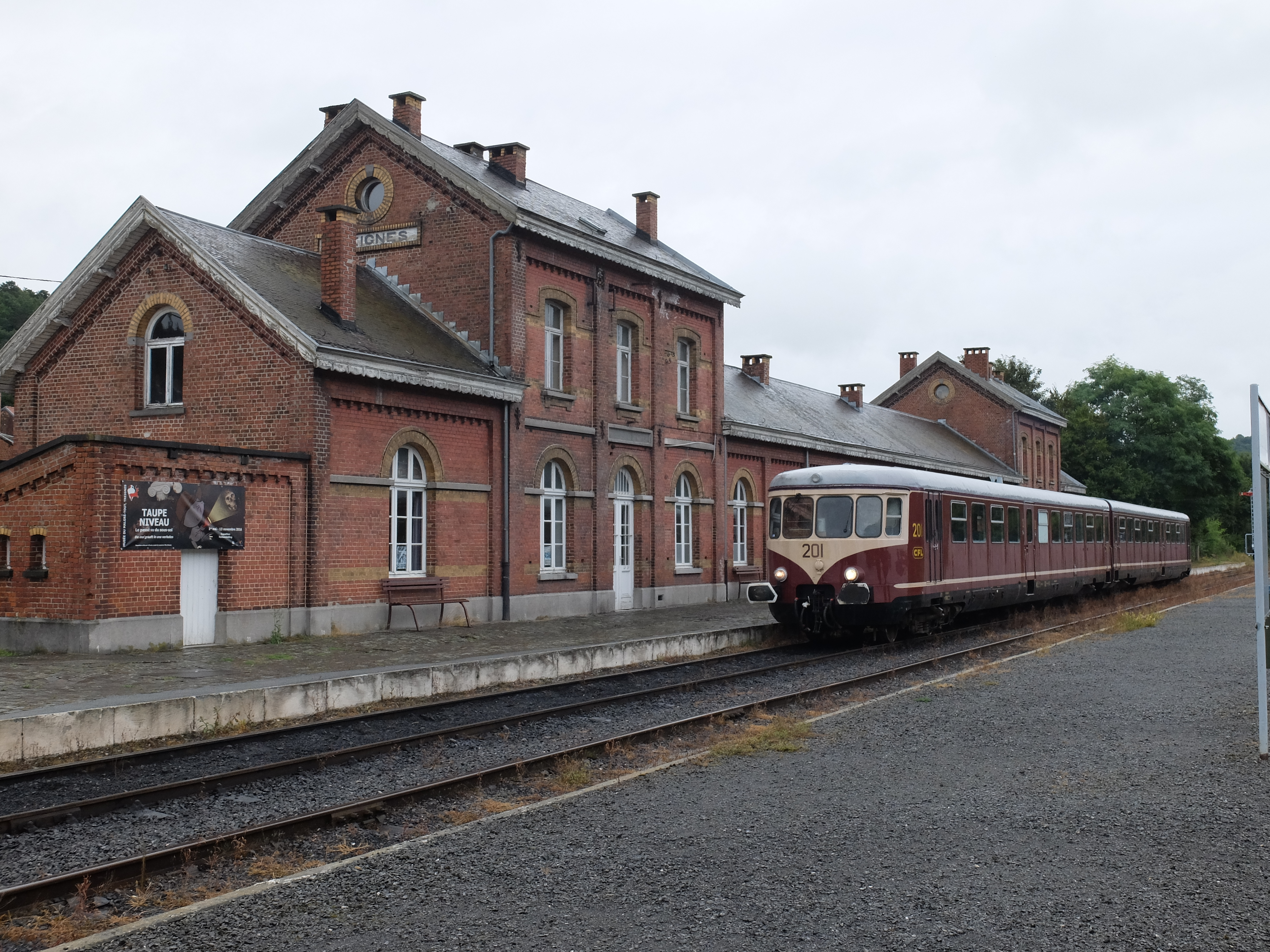
CFL 201-211 vor dem Bahnhofsgebäude in Treignes

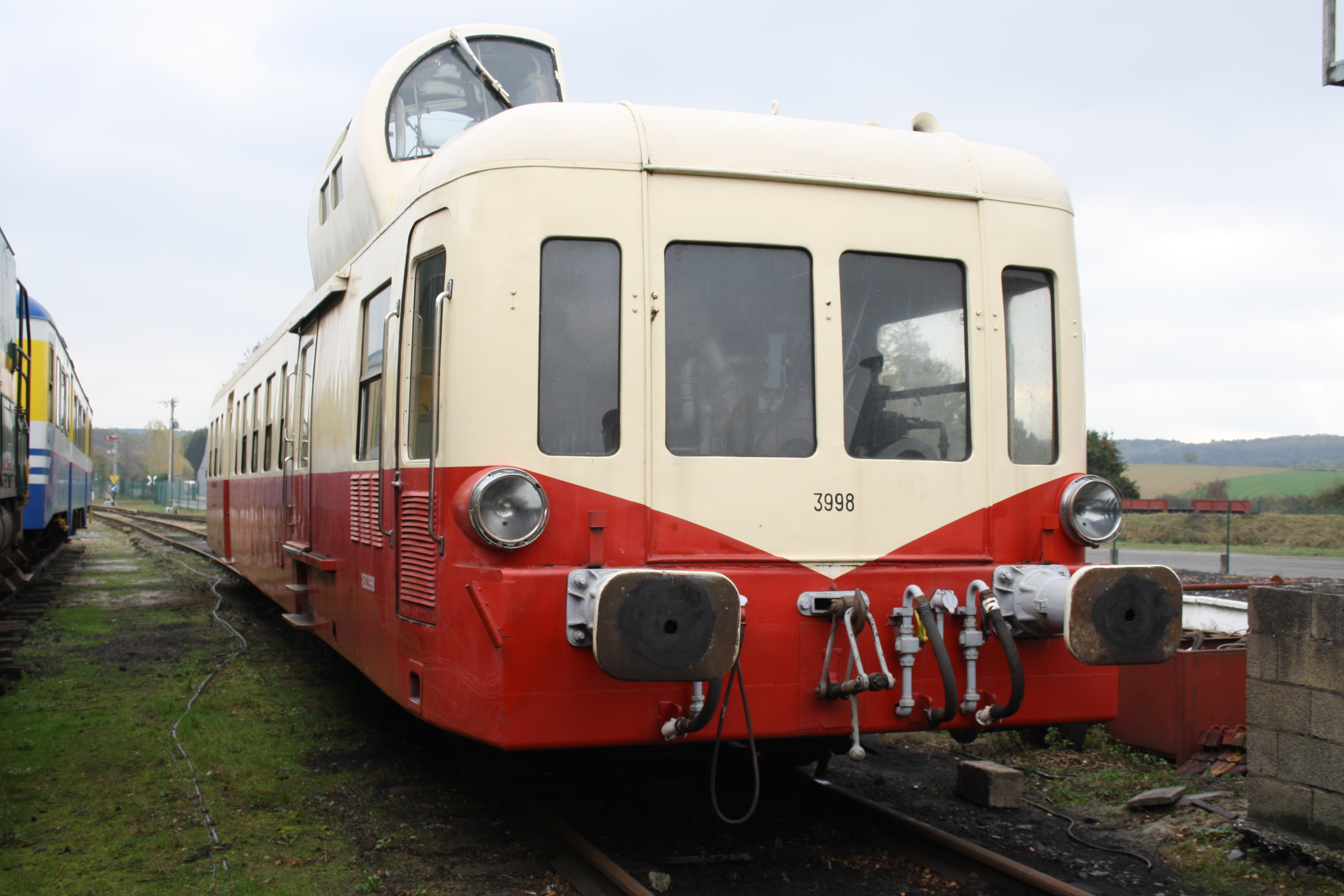
Dieseltriebwagen X 3998 der SNCF-Baureihe X 3800 „Picasso“ in Mariembourg

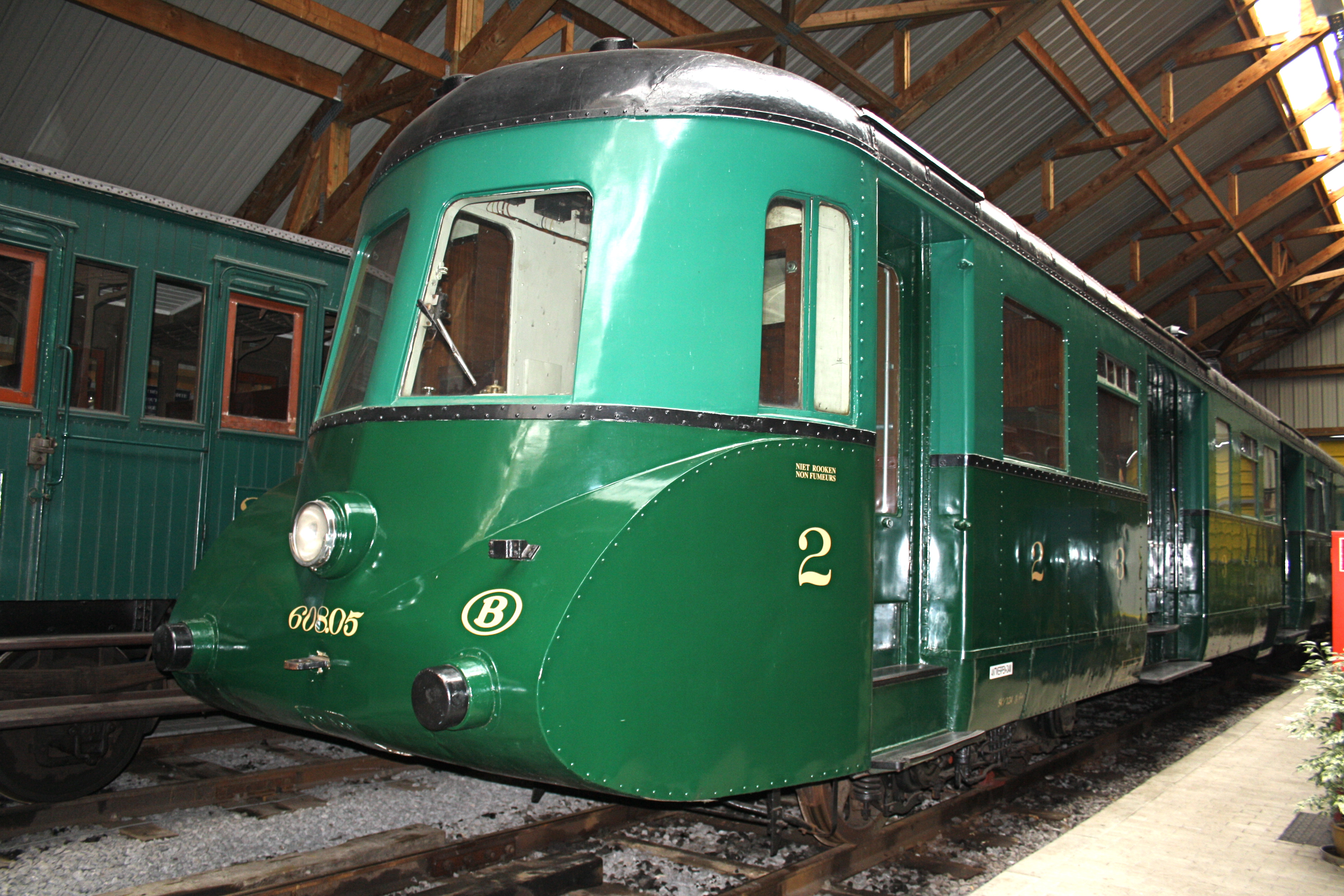
Triebwagen der NMBS/SNCB-Baureihe 608 im Eisenbahnmuseum Treignes

Der Verein verfügt über 24 Dampflokomotiven, darunter neun in betriebsfähigem Zustand. Hinzu kommen elf Dieselloks (fünf betriebsfähig), neun Dieseltriebwagen (sechs betriebsfähig) und mehrere Reisezugwagen.
Zu den in Deutschland gebauten Fahrzeugen zählen die Dampfloks 50 3696-7 (Krupp 1939), 52 467 (Borsig 1942; nicht betriebsfähig), 52 3314 (Jung 1944), 64 250 (Henschel 1933) und ELNA 158 (Henschel 1940) sowie der Schienenbus 551.662 (ehemaliger 795 662; im Museum in belgisch anmutender, nicht originaler Lackierung).
Betriebsfähig sind auch die belgischen Tenderlokomotiven AD 05 (Tubize 1926) und SA 01 (AFB 1945) sowie die polnische TKt 48-87. Zu den im Fahrgastverkehr eingesetzten Triebwagen zählen zwei belgische Schienenbusse der Baureihe 554, der Luxemburger Doppeltriebwagen 201-211 (Westwaggon 1956) und ein Dieseltriebwagen der SNCF-Baureihe X 3800 „Picasso“.

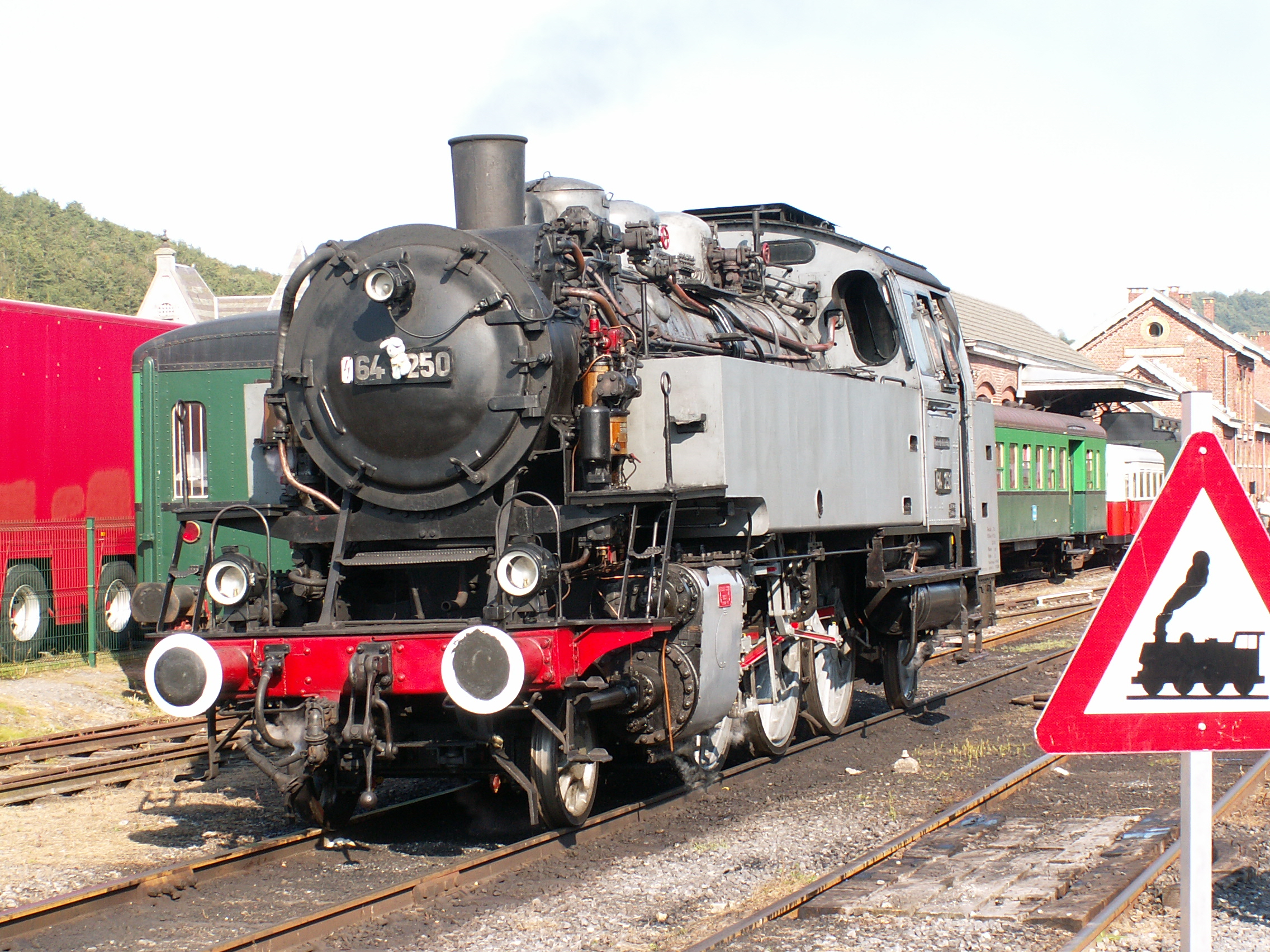
64 250 in Treignes, 2011
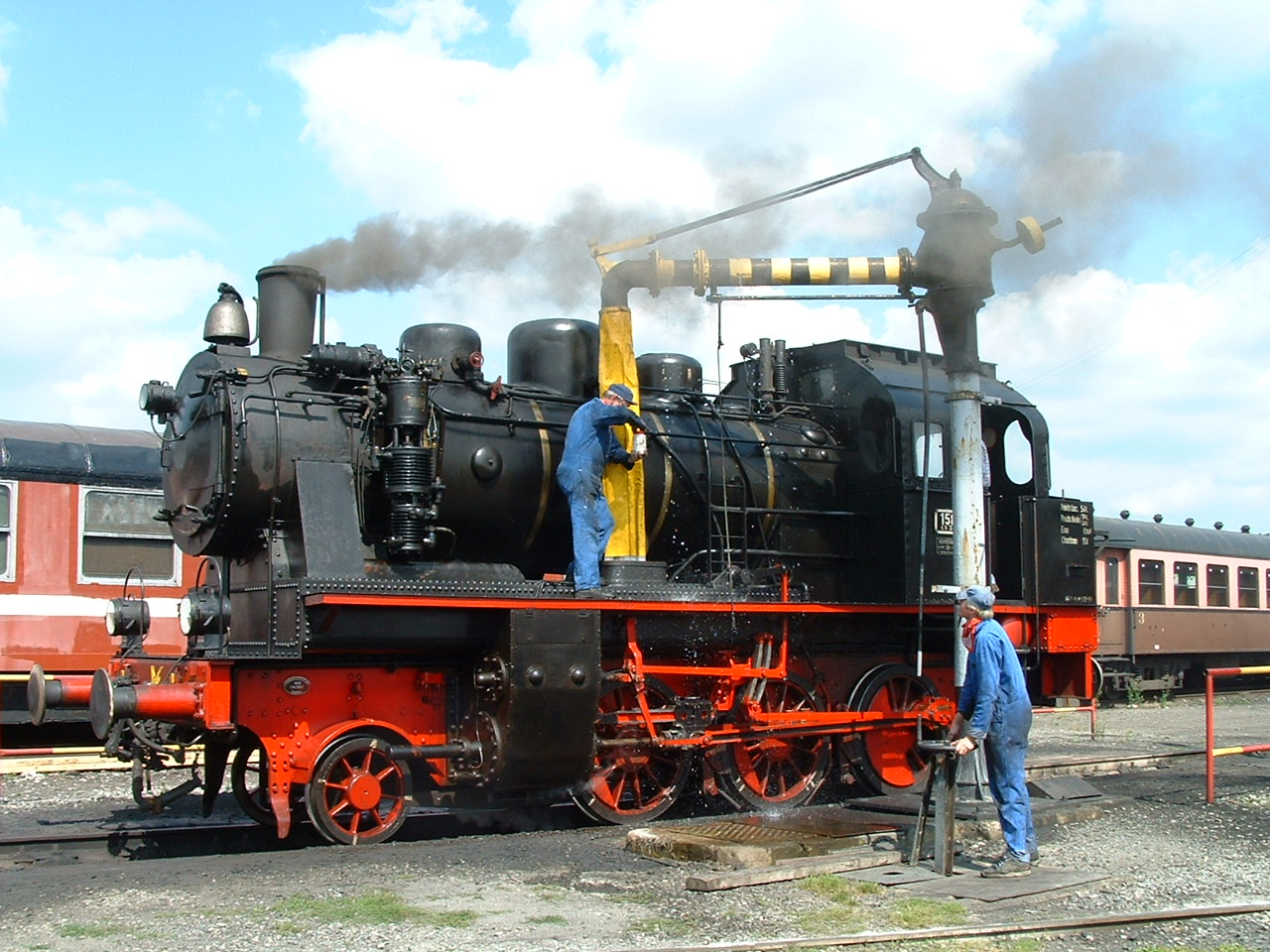
ELNA am Wasserkran in Mariembourg, 2002
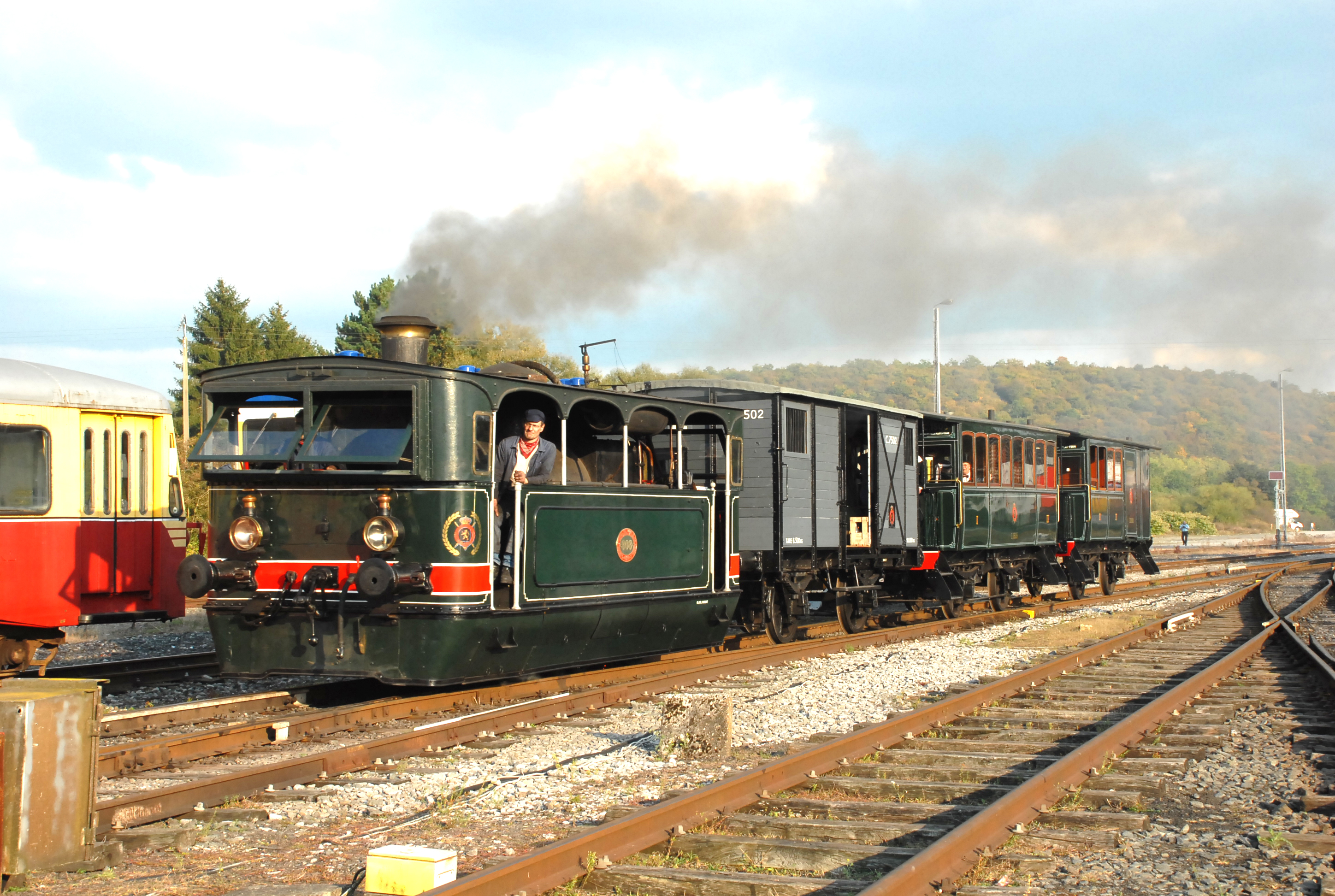
Dreiachsige Kastenlokomotive 808 von 1894, ältestes Triebfahrzeug des CFV3V
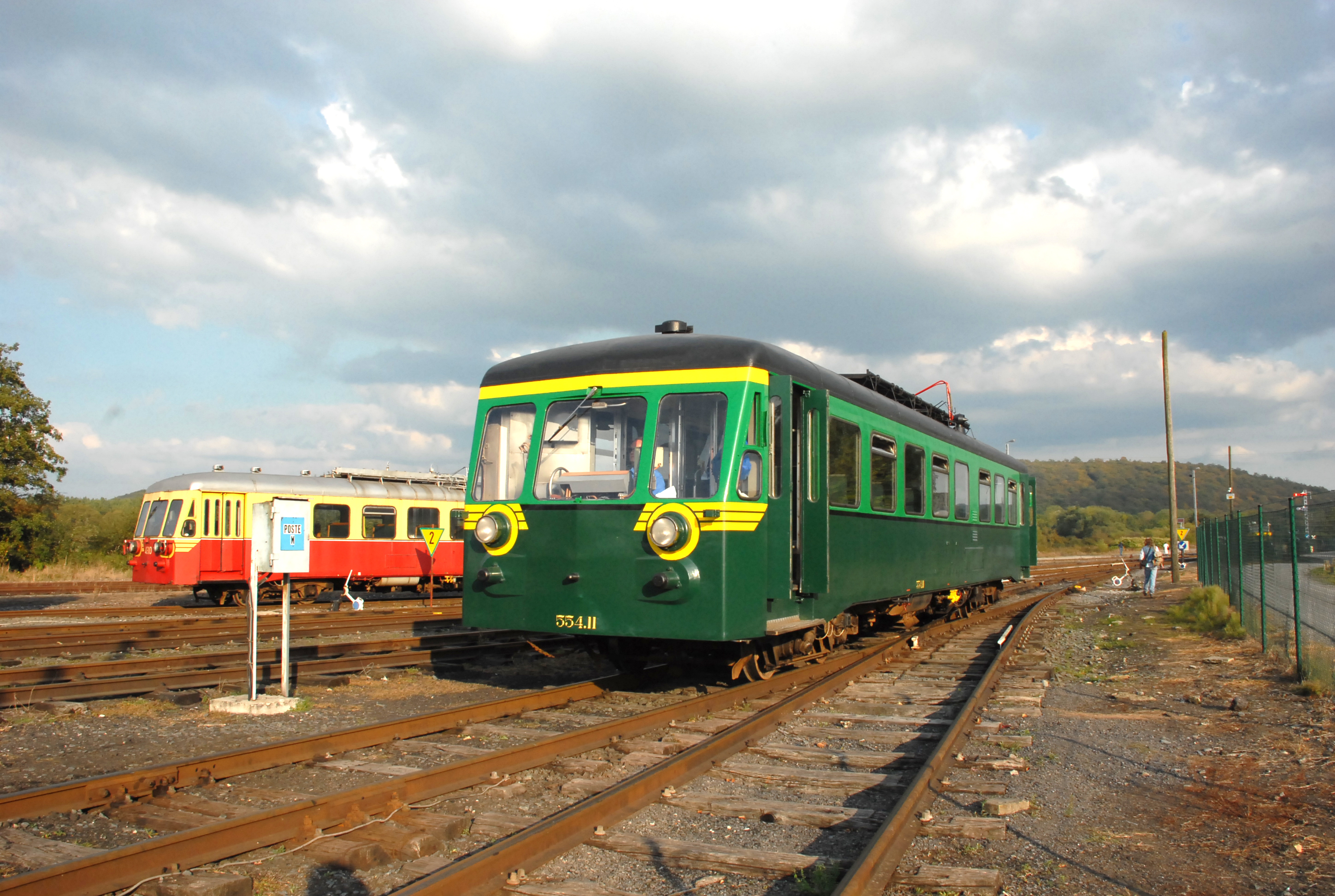
Zwei Triebwagen der NMBS/SNCB-Reihe 554 in ursprünglicher (rechts) und späterer Lackierung

## Betrieb
Züge verkehren von April bis Oktober samstags und sonntags sowie an Feiertagen. Im Juli und August sind fast täglich Züge auf der Strecke unterwegs. Mehrheitlich kommen keine Dampflokomotiven, sondern Dieseltriebwagen zum Einsatz.
Beim jährlich in der zweiten Septemberhälfte stattfindenden „Festival Vapeur“ (Dampffest) stehen mehrere Lokomotiven unter Dampf. Sonderzüge werden z. B. anlässlich Halloween und in der Weihnachtszeit eingesetzt. Ganzjährig können Züge auch gechartert werden.